# 杜禮
杜禮（15世紀—16世紀），字玉節，江西南昌府豐城縣鶴村人，明朝政治人物。

## 生平
杜禮是景泰元年舉人杜立之子，成化元年（1465年）中舉人，授廉州同知，廉州的瑤族、壯族人雜居為寇盜，他興建石壠堡土城，在摩塘各村安置人民，又遷徙復業流民二百人，給與耕具令他們耕種，編保甲管理，令盜賊禍患屏息；同時他修復城西廢橋、修築羅勝岡陂田、擒拿沿海珠盜，解散其黨羽，在任數年內積賑穀九千多石，清理逃軍二百五十多名，設立社學教育子弟，外族人也景仰他。
之後杜禮陞任都匀知府，都勻人強悍難治，他宣播威信、申嚴教令，土官王吳相爭印信而交戰，他親自入對方巢穴諭以大義，雙方因此停戰遂帖然解甲，而土司不斷仇殺者則用計殲滅，不久因雙親年老退休，他生平清慎，離任時行李蕭然，自行在家掛上牌匾「冰心」。

## 引用
1. 1 2  同治《豐城縣志·卷十三·人物志三》：杜禮，字玉節，鶴村人，敎諭立之子，成化鄉薦，授廉州同知猺獞雜居為患，禮傳檄諭以禍福，更築城堡立令甲以安內附者，猺人德之，從征陸川，以功陞知都勻，勻俗悍視廉尤難治，禮播宣威信、申飭教令，順其土俗之宜，土官王吳爭印，搆兵疆場弗靖，乃親入其巢諭以大義，遂帖然解甲，土司讎殺不已者計取之，諸番讋服，以親老告休，禮平生清慎，宦橐蕭然，嘗自匾曰「冰心」。
2. ↑  同治《豐城縣志·卷八·選舉志》：明……成化元年乙酉鄉試 解元黎憲……杜禮，立之子，知府有傳
3. ↑  道光《廉州府志·卷十八·宦蹟》：□（杜）禮，江西豐城人，成化間以鄉貢任廉州同知，廉□□□□□，寇盜每伏毒弩殺人，久益滋蔓，禮安□□□□□百四十餘戶，以摩塘諸村隙處之，□□□□□□四十丈為堡，徙復業流民二百餘，□□□□□□耕具令自為業，編保甲以約束之，□□□□□□賊時登岸行劫，擒首惡置之法，散□□□□□城西□（廢）橋，築□□（羅勝）岡陂田，威惠並行，□□□□有古循吏風，陞□□□□守。
4. ↑  四庫全書《廣東通志·卷四十一·名宦志》：杜禮，豐城人，成化間以鄉貢任廉州同知，境內民獠雜處多寇盜，禮築石壠堡土城，及分置摩塘諸村以居，流民給耕具令自為業，編保甲以約束之，其患遂息，修復城西廢橋、築羅勝岡陂田、擒沿海中珠盜，散其餘黨，威惠並行，民獠向化，在任數年積賑穀九千餘石，清逃軍二百五十餘名，立社學以教民子弟，蠻人亦知景慕，有古循吏風，遷都匀知府。
5. ↑  民國《都勻縣志稿·卷十五·官師志》：杜禮，豐城人，弘治中繼文獻為守，興學平叛功在封疆。